# Pristimantis danae
Pristimantis danae es una especie de anfibio anuro de la familia Craugastoridae.
Se distribuyen por el sur de Perú y el norte de Bolivia, entre 500 y 1700 m de altitud, en los Andes, en el bosque húmedo tropical primario y secundario.
Está amenazada por la pérdida de su hábitat natural.